# BDŽ-Serie 200.60
Die BDŽ-Serie 20060 (fallweise auch in der Form 200.60 geschrieben) waren kleine, zweiachsige Dampflokomotiven der bulgarische Staatsbahn BDŽ für eine Spurweite von 600 mm. Von diesen vor dem Ersten Weltkrieg bereits beschafften Lokomotiven wurden 1936 noch drei Maschinen von den BDŽ übernommen. Eine Maschine ist erhalten geblieben.

## Geschichte
Von diesen zu den ersten auf bulgarischen Schmalspurbahnen gehörenden Lokomotiven existierten schon vor dem Ersten Weltkrieg bei Industriebahnen zahlreiche Exemplare. Fünf von diesen Dampflokomotiven wurden nach dem Krieg von den Bulgarischen Staatsbahnen (BDŽ) übernommen und mit der Nummerierung der Heeresfeldbahn eingereiht. Dies waren in diesem Fall die Fabriknummer der Firmen.
Zwei Lokomotiven wurden nach kurzer Zeit ausgemustert. Die drei anderen wurden als leichte Rangierlokomotiven verwendet. 1936 erhielten sie die Bezeichnung 20160 bis 20360, die hochgestellte Zahl bedeutet die Spurweite in Zentimeter.
Die Lokomotive 20160 war bis 1937 in Betrieb. Die Lokomotive 20360 war bis 1950 in Betrieb und zuletzt in Dupnitsa stationiert. Die andere Lokomotive, die 1906 unter der Fabriknummer 5912 von Borsig 1906 gebaut wurde, ist noch vorhanden. 2009 wurde sie im Depot Septemwri der Rhodopenbahn abgelichtet. Sie wird ferner als Denkmallokomotive in Stara Zagora erwähnt.